# فلای-ساکس
فلای-ساکس (به انگلیسی: Fly-SAX) یک شرکت هواپیمایی با کد یاتا B5 است. دفتر مرکزی فلای-ساکس در فرودگاه ویلسون (کنیا)، نایروبی، کنیا واقع شده‌است و قطب این شرکت هواپیمایی در فرودگاه بین‌المللی جومو کنیاتا، فرودگاه ویلسون (کنیا) قرار دارد و به ۱۴ مقصد، پرواز انجام می‌دهد.